# Święte (Gniezno)
Pour les articles homonymes, voir Święte.
Święte (prononciation : [ˈɕfjɛntɛ]) est une localité polonaise de la gmina de Trzemeszno dans le powiat de Gniezno de la voïvodie de Grande-Pologne dans le centre-ouest de la Pologne.
Elle se situe à environ 2 kilomètres au sud-ouest de Trzemeszno (siège de la gmina), à 13 kilomètres à l'est de Gniezno (siège du powiat) et à 59 kilomètres à l'est de Poznań (capitale régionale).
La localité possédait une population de 17 habitants en 2011.

## Histoire
De 1975 à 1998, la localité faisait partie du territoire de la voïvodie de Bydgoszcz.

Depuis 1999, Święte est situé dans la voïvodie de Grande-Pologne.